# عبد الله الفاسي
عبد الله بن عبد السلام الفهري الفاسي (24 أكتوبر 1871 - 26 ماي 1930) وزير وقاضي وكاتب وشاعر مغربي.

## مسيرته
حفظ القرآن الكريم وأتقن المتون في الكُتّاب، بعد ذلك التحق بجامع القرويين وواظب على حلقات الدروس حتى منح إجازة التعليم، فانصرف إلى مطالعة الأدب والشعر وبرز فيهما.
قام بعدة أعمال منها: مدير أحباس مدينة فاس وجامع القرويين، كاتب للسلطان المولى عبد الحفيظ، كاتب سر وزير الخارجية، سفير المغرب في باريس، قاضي قضاة الديار الفاسية، ثم عمل نائبًا للسلطان المولى عبد الحفيظ بمدينة طنجة مع خطة المندوبية بالبنك المخزني، كما قام على خطبة الجمعة والعيدين بالمسجد الأعظم بفاس.

## عائلته
حفيده هو عباس الفاسي، رئيس الوزراء المغربي السابق. والده هو عبد السلام بن علال الفاسي. لديه 5 أبناء:
- البشير الفاسي: قاضي.
- عبد السلام الفاسي: رئيس سابق لجامعة القرويين، وشغل كذلك منصب وزارة التعليم
- عبد المجيد الفاسي: قاض في القنيطرة
- محمد العبد الفاسي: أمين مكتبة جامعة القرويين
- لبابة

## أعماله
- له عدة قصائد في كتاب: «اليمن الوافر»، وكتاب: «الشعر الوطني المغربي في عهد الحماية»، و له ديوان مطبوع.
- له عدة رسائل مخطوطة منها: رسالة في القضاء الإسلامي، ورسالة في رحلات السلطان الحسن الأول.

معظم شعره نظم في مناسبات، فهنأ السلطان ومدحه، واحتفل بالمولد النبوي، وله لامية مطولة في نصح ابنه.